# Christian August von Hentschel

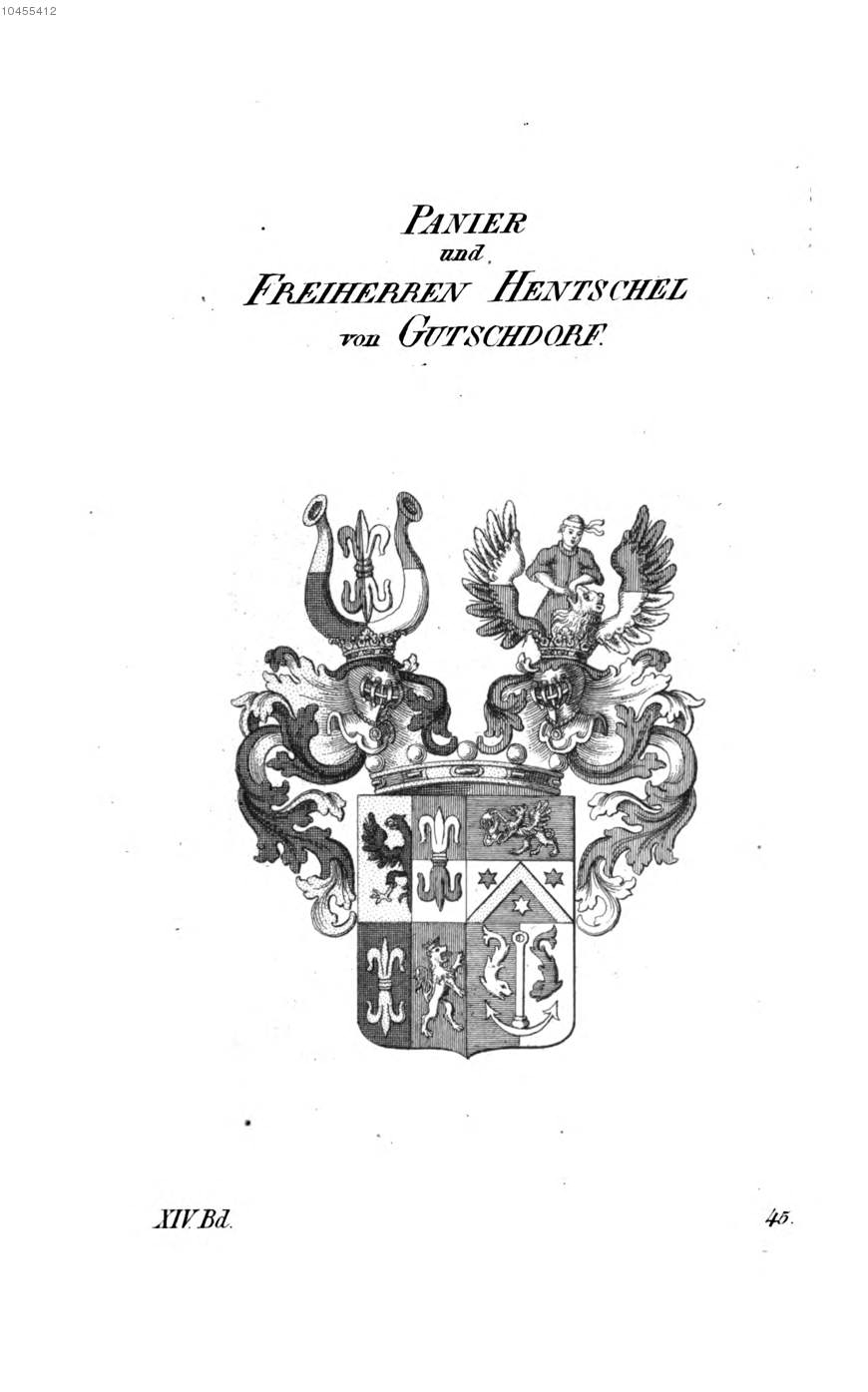
Wappen der Panier und Freiherren Hentschel von Gutschdorf nach Tyroff

Christian August Freiherr von Hentschel auf Gutschdorf (* 20. Mai 1740 in Wien; † 19. März 1826) war ein österreichisch-mährischer Adliger, Hofbeamter und Politiker. Er war k. k. Hofkonzipist, Gubernial-, Geheim- und Wirklicher Hofrat, Oberstlandschreiber sowie Landesunterkämmerer in Mähren.

## Leben
Er stammte aus dem schlesischen Adelsgeschlecht Hentschel von Gutschdorf. Seine Eltern waren der k. k. Rat und Hofmedikus Dr. med. Lorenz Ignaz Niklas Edler von Hentschel auf Gutschdorf († 22. Juli 1773) und dessen Ehefrau Maria Theresia geb. Rausch. Nach Beendigung seiner Studienzeit trat er 1760 in den Staatsdienst. In Folge wurde er 1766 zum Hofkonzipist bei der k. k. böhmisch-österreichischen Hofkanzlei ernannt. 1786 beförderte ihn Kaiser Joseph II. zum k. k. Gubernial-Rat in Mähren und Schlesien. 1791 wählten in die mährischen Stände zum mährischen Landesausschuss-Beisitzer des Ritterstandes, welche Eigenschaft er zwölf Jahre lang ausübte. Seit 1807 fungierte er als Oberstlandschreiber, nach dem er die Stelle bereits seit 1803 provisorisch innehatte, sowie seit 1810 als mährischer Landesunterkämmerer. Auf Grund seiner Verdienste um Staat und Land erlangte er 1808 die Würde eines Wirklichen k. k. Hofrates, wurde Ritter des österreichischen Leopold-Ordens und schließlich vom Kaiser nach sechzigjähriger Dienstleistung 1820 als k. k. Geheimrat in den Ruhestand versetzt. Laut Nachruf in der Brünner Zeitung starb er am 19. März 1826 im Alter von 86 Jahren. 

## Familie
Christian August von Hentschel heiratete am 18. Januar 1785 Catharina von Hakher (* 13. November 1762, † 30. August 1824). Sein Sohn war: 
- Philipp Christian Freiherr von Hentschel (* 25. November 1785; † 5. August 1855 in Oslawan), k. k. Appellationsrat und Landesunterkämmerer in Mähren, Herr der Lehen Kostelez und Ziadowiz, heiratete am 16. Oktober 1816 Henriette Freiin von Scharff (* 4. September 1792).